# 북이면 (청주시)
북이면(北二面)은 대한민국 충청북도 청주시 청원구에 있는 면이다.

## 개요
북이면은 북쪽으로 진천군 초평면, 동쪽으로 괴산군과 증평읍, 남쪽으로 내수읍, 서쪽으로 오창읍과 접하고, 26개 리가 있다.
남동쪽의 구녀산(497m)에서 분기된 200m 안팎의 잔구성 산지가 괴산군과 경계를 이루면서 북쪽으로 달리는 산지를 형성하나, 나머지 지역은 높이 100m 이내의 구릉지가 산재하는 전형적인 준평원을 이룬다.
과수재배(복숭아·사과·배·포도)가 많았고, 이후에는 소·염소·돼지·닭 등의 축산이 활발했다. 근래에는 원예작물(오이·호박·토마토·상추)과 콩·땅콩·고추·파·마늘·참깨·들깨·담배 등의 생산이 많다.

## 연혁
- 1914년 4월 1일 청주군 북이면 (32법정리)

| 조선총독부령 제111호 | |
| 구 행정구역 | 신 행정구역 |
| 청주군 북강내이면 산정리/원산리/상월리/누촌 일부/화하리 일부, 대율리 일부/송현리 일부/누촌 일부, 신대리 일부/산직리/덕현리/합천리/현암리 일부/송현리 일부/(산외이면)신기리 일부, 현암리 일부/신대리 일부/대율리 일부/천수리/(산외이면)장재리 일부, 화상리/문상리, 화하리 일부 | 북이면 내둔리, 대율리, 신대리, 현암리, 화상리, 화하리                                                                                         |
| 청주군 산외이면 광암리 일부, 송정리/외장리/장촌서리 일부, 대주리 일부/장재리 일부/이동 일부, 내추리 일부/대주리 일부/(청안군 서면)학암리 일부, 대길리 일부/성동/소롱리 일부/지천리 일부, 부연리/은선리, 남향리/성동/토산동 일부/지천리 일부/서당리 일부, 석화리/구대리/소롱리 일부/대길리 일부, 궁성리/보두리 일부/호갈리, 금시리/광암리 일부/(청안군 서면)금곡리/신대리, 신기리 일부/서당리 일부, 영암리/건성리/보두라 일부/선암리, 장재리 일부, 초중리, 동촌리/옥계리/운암리/이동 일부/광암리 일부, 신기리 일부/서당리 일부/토산리 일부/구쏠리, 호명리 | 북이면 광암리, 금대리, 금암리, 내추리, 대길리, 부연리, 서당리, 석화리, 선암리, 송정리, 신기리, 영하리, 장재리, 초중리, 토성리, 학평리, 호명리 |
| 청안군 서면 신성리/신하리/석화리 일부/신상리 일부/죽계리 일부/상월리 일부, 옥산리/부동/만수동/학암리 일부/(청주군 산외이면)서리/대주리 일부/(청주군 북강내이면)내추리 일부, 인정리/모애리/용담리/석화리 일부/장포리 일부/죽계리 일부/신상리 일부/상월리 일부, 수의리/용전리/대주리/칠암리 일부, 우산리/용대리/상촌리/구암리/칠암리 일부/대구동/신촌 일부/상우군리/중우군리 일부, 노은리/신촌 일부/소백암리, 가양리/삼래리/장포리 일부/왕암리/학동/추동 일부, 진동/구정탄리/대백암리/중우군리 일부, 학암리 일부/추동 일부                                 | 북이면 석성리, 옥수리, 용계리, 용기리, 용산리, 은암리, 장양리, 진암리, 추학리                                                                 |
- 1945년 4월 1일 4개 리(용기리, 용산리, 은암리, 진암리)를 진천군 초평면에 편입
- 1946년 6월 1일 청원군 북이면
- 1973년 7월 1일 초중리를 괴산군 증평읍으로 이관
- 1983년 2월 15일 학평리를 북일면에 편입
- 2014년 7월 1일 청주시로 통합(청원구 북이면)

## 행정 구역
| 법정리 | 한자명 | 행정리                             | 비고     |
| ------ | ------ | ---------------------------------- | -------- |
| 신기리 | 新基里 | 신기리                             |          |
| 신대리 | 新垈里 | 신대1리, 신대2리                   | 면소재지 |
| 현암리 | 玄岩里 | 현암1리, 현암2리                   |          |
| 서당리 | 書堂里 | 서당1리, 서당2리                   |          |
| 대길리 | 大吉里 | 대길1리, 대길2리                   |          |
| 석화리 | 石花里 | 석화리                             |          |
| 영하리 | 靈下里 | 영하1리, 영하2리                   |          |
| 선암리 | 仙岩里 | 선암1리, 선암2리                   |          |
| 호명리 | 虎鳴里 | 호명리                             |          |
| 부연리 | 釜淵里 | 부연1리, 부연2리                   |          |
| 토성리 | 土城里 | 토성1리, 토성2리                   |          |
| 장재리 | 長才里 | 장재1리, 장재2리                   |          |
| 금암리 | 琴岩里 | 금암1리, 금암2리                   |          |
| 광암리 | 光岩里 | 광암리                             |          |
| 금대리 | 琴坮里 | 금대1리, 금대2리                   |          |
| 옥수리 | 玉水里 | 옥수리                             |          |
| 내추리 | 內楸里 | 내추1리, 내추2리                   |          |
| 추학리 | 楸鶴里 | 추학1리, 추학2리, 추학3리          |          |
| 장양리 | 長陽里 | 장양1리, 장양2리, 장양3리, 장양4리 |          |
| 용계리 | 龍溪里 | 용계1리, 용계2리, 용계3리          |          |
| 대율리 | 大栗里 | 대율1리, 대율2리                   |          |
| 석성리 | 石城里 | 석성1리, 석성2리, 석성3리          |          |
| 내둔리 | 內屯里 | 내둔리                             |          |
| 화상리 | 花上里 | 화상1리, 화상2리                   |          |
| 화하리 | 花下里 | 화하1리, 화하2리                   |          |
| 송정리 | 松亭里 | 송정1리, 송정2리                   |          |
| 26리   |        | 51행정리                           |          |

## 교육
- 북이초등학교 (내추리)
- 대길초등학교 (대길리)
- 석성초등학교 (내둔리)